# William Stirling
William Stirling-Maxwell of Pollock (Kenmure, 8 de marzo de 1818-Venecia, 15 de enero de 1878) fue un historiador del arte, político, coleccionista, bibliófilo e hispanista escocés.

## Biografía
Estudió en el Trinity College de la Universidad de Cambridge, obteniendo el BA en 1839 y el MA en 1843. 
Viajó por España y el Levante y colaboró en el Fraser's Magazine y el Examiner. Fue miembro del parlamento por Perthshire desde 1852 a 1858 y otra vez entre 1874 y 1878. Formó parte de la comisión de universidades en 1859 y de la de manuscritos históricos desde 1872 a 1878. Fue también Rector de la Universidad de St. Andrews en 1862 y de la de Edimburgo en 1872. Sucedió al baronet Maxwell en el Baronetaje de Nueva Escocia en 1865, asumiendo el nombre adicional de Maxwell. Fue canciller de la Universidad de Glasgow en 1865 y fue premiado con un título honorario por la de Oxford en ese mismo año. Participó en el Senado de la Universidad de Londres y en el patronato del Museo Británico y la National Gallery de Londres. 
Enviudó de su primera esposa, Lady Anna Maria Leslie-Melville, en 1874. En marzo de 1877 se casó con Caroline Norton, nieta del famoso dramaturgo irlandés Richard Brinsley Sheridan. Murió tres meses más tarde. Fue un gran aficionado a la equitación y un ardiente bibliógrafo y coleccionista de obras de arte.
Escribió unos Annals of the Artists of Spain. Como historiador del arte, en sus primeras visitas a España, dejó pronto de lado su romanticismo inicial y rechazó el mito orientalista de España que promulgaban otro hispanistas británicos, como Richard Ford, del que fue sin embargo amigo y que le ayudó en las últimas etapas de la preparación de los Annals. Por eso hizo entrar en su colección varios cuadros de pintores modernos como Goya y trató también con Valentín Carderera; además adquirió cuadros no solo por su mérito artístico intrínseco, sino por su valor histórico, como el Retrato de Felipe IV de Martínez de Gradilla.
Stirling se hizo con una de las mayores colecciones de arte español en manos de un extranjero, entre ellas obras maestras de Zurbarán o de El Greco, como La dama del armiño; en 1966 sus descendientes donaron su antigua residencia de Pollok House con su contenido a la ciudad de Glasgow, que la mantiene abierta como museo. Además Stirling escribió el primer gran estudio en inglés sobre Velázquez en 1855.

## Obras
- The Works of Sir William Stirling Maxwell, Bt, 6 vols., London, 1891. contiene una edición revisada en cuatro volúmenes de sus Annals of the Artists of Spain, 3 vols., London, 1848; una reimpresión en el vol. V de The Cloister Life of the Emperor Charles the Fifth, London, 1852 y  Miscellaneous Essays and Addresses en el vol. VI.
- The Procession of Pope Clement VII and Emperor Charles V, Edmonston & Douglas, 1875, reproduce la gran cabalgata de la coronación de Carlos V como emperador celebrada en Bolonia por el Papa Clemente VII en 1530 grabada al aguafuerte por Hogenberg y realiza un proceloso estudio de las diferentes emisiones de estos espectaculares grabados.